# Direction régionale des Affaires sanitaires et sociales

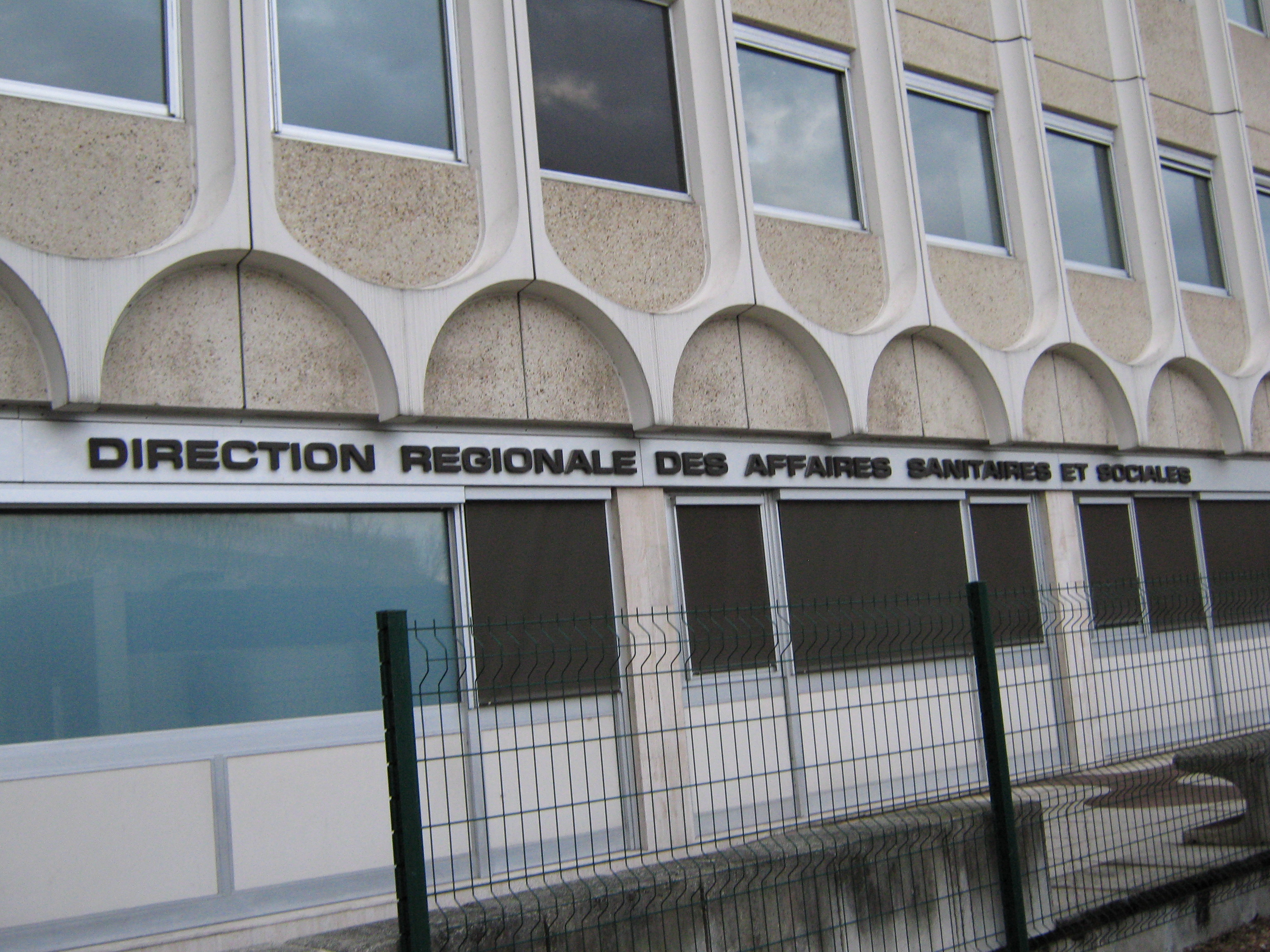
Ancien siège de la DRASS de la région Centre, à Orléans

En France, la direction régionale des Affaires sanitaires et sociales (DRASS) était un service déconcentré de l'État français, relevant du ministère chargé de la santé. Jusqu'au 1er avril 2010, il existait une DRASS par région française. Les DRASS ont été supprimées au 1er avril 2010 sauf en Île-de-France où elle a été maintenue jusqu'au 1er juillet 2010. 

## Histoire et avenir
Les DRASS trouvent leur origine dans les services régionaux de l'action sanitaire et sociale créés par le décret no 64-783 du 30 juillet 1964 dans le cadre de chaque circonscription d'action régionale (CAR). Ce décret instaure également un médecin inspecteur régional de la santé qui est le médecin inspecteur du département où se trouve le chef-lieu de la CAR. 
Le décret no 77-429 du 22 avril 1977 organise la fusion de ces services avec les directions régionales de la Sécurité sociale sous le nom de DRASS. 
À la suite des réformes instaurées à l'initiative du Premier ministre Alain Juppé en 1996, sont créées des agences régionales de l'hospitalisation (ARH), qui reprennent une partie des attributions des DRASS. 
La révision générale des politiques publiques, mise en œuvre dans le domaine sanitaire et social par la loi Hôpital, patients, santé et territoire entraîne la suppression de ces DRASS dont les activités sont réparties entre trois organismes : 
- la mission nationale de contrôle et d'audit des organismes de Sécurité sociale (MNC), au travers de neuf antennes interrégionales (Bordeaux, Fort-de-France, Lille, Lyon, Marseille, Nancy, Paris, Rennes et Saint-Denis[1]) qui reprend les attributions liées à la tutelle et au contrôle des organismes de protection sociale ;
- les agences régionales de santé (ARS), instituées à la place des ARH par la loi HPST, reprennent, à partir d'avril 2010, les attributions touchant à la santé publique, ainsi qu'au secteur médico-social ;
- les directions régionales de la Jeunesse, des Sports et de la Cohésion sociale (DRJSCS) sont chargées, depuis le 1er janvier 2010, des attributions touchant à l'action sociale, à l'aide sociale et aux questions de formation professionnelle.

## Organisation
Placée sous l'autorité du préfet de région, chaque DRASS travaillait, dans chaque département, en coordination avec les directions départementales des Affaires sanitaires et sociales (DDASS), au travers d'un comité technique régional et interdépartemental (CTRI).
On trouvait auprès des directeurs des DRASS des médecins et pharmaciens inspecteurs régionaux et des ingénieurs du génie sanitaire régionaux.

## Missions
- La cohésion sociale et le développement social : par l'animation des différents dispositifs d'insertion, d'intégration et de lutte contre les exclusions.
- La santé : politique régionale de la santé, sécurité sanitaire, ainsi que les missions au sein de l'agence régionale de l'hospitalisation (gestion des établissements de santé et de leurs ressources).
- La protection sociale : contrôle des organismes de sécurité sociale.

En outre, les pharmaciens inspecteurs ont pour mission le contrôle « administratif et technique » des établissements pharmaceutiques (pharmacies, laboratoires…) ainsi qu'une mission de « contrôle des médicaments et stupéfiants ».
Des ingénieurs du génie sanitaire interviennent dans le domaine de la santé environnementale.